# Pablo Íñiguez
Pablo Íñiguez de Heredia Larraz (Burgos, 1994. január 20.) spanyol korosztályos válogatott labdarúgó, a Villarreal B játékosa.

## Statisztika
2015. április 5. szerint.
| Klub             | Szezon           | Bajnokság | Bajnokság | Kupa    | Kupa  | Nemzetközi | Nemzetközi | Összesen | Összesen |
| Klub             | Szezon           | Meccsek   | Gólok     | Meccsek | Gólok | Meccsek    | Gólok      | Meccsek  | Gólok    |
| ---------------- | ---------------- | --------- | --------- | ------- | ----- | ---------- | ---------- | -------- | -------- |
| Villarreal       | 2011–12          | 0         | 0         | 0       | 0     | 0          | 0          | 0        | 0        |
| Villarreal       | 2012–13          | 7         | 0         | 0       | 0     | —          | —          | 7        | 0        |
| Villarreal       | 2013–14          | 3         | 0         | 1       | 0     | —          | —          | 4        | 0        |
| Villarreal       | 2014–15          | 0         | 0         | 0       | 0     | —          | —          | 0        | 0        |
| Villarreal       | Összesen         | 10        | 0         | 1       | 0     | 0          | 0          | 11       | 0        |
| Girona FC        | 2014–15          | 11        | 0         | 1       | 0     | —          | —          | 12       | 0        |
| Girona FC        | Összesen         | 11        | 0         | 1       | 0     | 0          | 0          | 12       | 0        |
| Karrier összesen | Karrier összesen | 21        | 0         | 2       | 0     | 0          | 0          | 23       | 0        |